# Planiplax phoenicura
Planiplax phoenicura – gatunek ważki z rodziny ważkowatych (Libellulidae). Występuje na terenie Ameryki Południowej.